# Violência sexual durante o Holocausto
Durante a Segunda Guerra Mundial, homens judeus e mulheres em campos de concentração enfrentaram violência sexual, devido à discriminação em tempo de guerra, ao antissemitismo e às crenças genocidas mantidas pelo Adolf Hitler e pelo Regime Nazista.
Essa violência sexual e discriminação ocorreram por toda a Europa ocupada pelos nazistas, inclusive nas casas e nos esconderijos dos judeus, bem como em espaços públicos e em locais designados para execuções.
Havia mais de 44.000 campos e locais de encarceramento que estavam sob o controle do regime nazista entre 1933 e 1945.
As origens do abuso sexual e da segregação de homens e mulheres judeus decorreram, primordialmente, da sua raça. Os nazistas utilizaram esses locais para uma variedade de fins, como o trabalho físico e sexual forçado de seus prisioneiros. Existem inúmeros relatos tanto de sobreviventes do sexo masculino quanto feminino, mas muitos permanecem privados devido à natureza sensível do tema e aos estigmas em torno do estupro. A violência baseada em gênero, a violência sexual e os pontos de vista antissemitas contribuíram para o maltrato e a violência contra homens e mulheres judeus durante o Holocausto.

## Origens
A maioria dos homens e mulheres judeus foi alvo do regime nazista durante a Segunda Guerra Mundial devido à crença do regime de que a raça judaica era inferior em comparação à chamada raça ariana.
O antissemitismo racial surgiu na Europa por causa do regime nazista, mas suas origens podem ser rastreadas ao longo da história até o Cristianismo bíblico, à Idade Média, frequentemente como resultado de provocações, à sua propagação durante as Guerras Mundiais e ainda é observado em tempos contemporâneos.
As origens da violência sexual perpetrada contra os judeus durante o Holocausto são multifacetadas e, quando diversos fatores se combinam, podem levar a comportamentos de violência sexual, especificamente em homens (embora também ocorram em mulheres, os homens foram os principais perpetradores).
A Alemanha e seus aliados (que incluem Hungria, Romênia e Itália) foram os principais perpetradores da violência sexual contra os judeus nos campos de concentração, embora a violência sexual também tenha ocorrido por parte de outros prisioneiros.
As motivações para o abuso sexual incluem, mas não se limitam a, fatores políticos e ideológicos contra o corpo judeu, o contexto bélico – que acostumou as pessoas à violência e ao assassinato –, a cultura militar, que exaltava a força física e a masculinidade hegemônica, visões misóginas, que faziam parte das crenças nazistas, e motivos pessoais, como a necessidade de poder.
Esses fatores, combinados, podem ter perpetuado uma cultura de abuso e maus-tratos durante o Holocausto.

## Estereótipos e estigmas
Havia muitos estereótipos assumidos em torno dos judeus e de sua sexualidade, os quais ainda persistem em todo o mundo. Alguns desses estereótipos foram revelados após a guerra, especialmente em relação às mulheres que prestavam serviços sexuais ou se envolviam em prostituição durante o conflito, mesmo que fosse por motivos de sobrevivência e de forma não consensual.
O regime nazista via, durante a guerra, seus próprios corpos como superiores aos dos judeus, considerando o corpo judeu como subumano.
O regime utilizava caricaturas com partes do corpo desfiguradas na mídia pública como propaganda para disseminar sua mensagem de que o corpo judeu era subumano.
Essas caricaturas frequentemente retratavam narizes desproporcionalmente grandes e cabelos cacheados.
Homens judeus também sofreram – e continuam sofrendo – estigmatização relacionada ao abuso sexual, estupro e outras formas de violência que enfrentaram durante o regime nazista. O homem judeu moderno é frequentemente retratado como gentil, amável, sensível e delicado.
Essas características são comumente associadas à feminilidade, e não à masculinidade, transmitindo a mensagem de que os homens judeus são inferiores ao homem ocidental tradicionalmente idealizado. Essa crença foi reforçada durante o Holocausto pelos nazistas, por meio da vergonha e da humilhação infligidas aos judeus.

## Histórias ocultas e apagadas
É frequentemente difícil realizar pesquisas sobre a violência sexual no Holocausto devido à sensibilidade e ao caráter tabú do tema.
Isso, aliado às dificuldades de coletar os relatos dos sobreviventes sobre o assunto, fez com que alguns historiadores evitassem abordar a violência sexual em tempo de guerra.
Isso ocasionou uma interpretação equivocada do Holocausto, já que a narrativa foi alterada e suavizada de modo a não incluir a violência sexual sofrida pelos judeus.
Após a Segunda Guerra Mundial, um grande número de sobreviventes judeus fugiu da Europa. Mais de 150.000 desses judeus acabaram chegando à América.
Apesar desse expressivo número de imigrantes judeus para os Estados Unidos, a maioria dos sobreviventes inicialmente não contou suas histórias. Em entrevistas realizadas na década de 1990, os sobreviventes do Holocausto afirmavam que raramente falavam sobre suas experiências e sobre a violência que enfrentaram por décadas após o conflito.
Isso se deve a diversas razões, como o fardo traumático de reviver tais experiências. É frequentemente um desafio para os sobreviventes recontarem suas memórias de violência sexual contra os judeus durante a Segunda Guerra Mundial.
Alguns sobreviventes afirmaram ter dificuldade em discutir e recordar tais episódios devido às intensas emoções associadas às suas experiências.
Vários consideraram que seus relatos eram demais para que a maioria das pessoas ouvisse e acreditasse, optando por permanecer em silêncio.
Muitas vezes, os sobreviventes não compartilhavam suas histórias devido à vergonha e ao estigma dos eventos ocorridos durante a guerra.
Esses e outros fatores levaram diversos sobreviventes a suavizar ou a não revelar seus relatos.
A maior parte da mídia produzida nos Estados Unidos na época estava centrada na libertação dos judeus, sendo dramatizada e destinada a inspirar. Essa mídia não refletia as verdadeiras dificuldades e a violência sexual ocorrida, proporcionando uma interpretação inadequada do Holocausto para o público americano. Em razão dessa abordagem midiática, juntamente com as leis de pureza racial que proibiam relações sexuais entre arianos e judeus na época, entre outros fatores, alguns chegaram a acreditar que tais violações sexuais não ocorreram.

## Eugenia e esterilização
A Eugenia nazista está na raiz da classificação das pessoas com base na raça. O regime nazista criou políticas persecutórias fundamentadas nos princípios da eugenia.
A ideologia do movimento baseava-se na discriminação racial de traços considerados desfavoráveis. Esses argumentos acerca de quem era considerado valioso e quem não o era serviram para justificar a esterilização eugenética de pessoas com deficiências mentais. As teorias de higiene racial influenciaram o modo de pensar de Hitler e impactaram a formulação de políticas. As principais vítimas desse pensamento foram as pessoas com deficiência. Contudo, os judeus também foram fortemente afetados pela esterilização eugenética. Hitler acreditava que os judeus estavam arruinando a "raça ariana" alemã e que eles não deveriam se reproduzir com os alemães. Evidências históricas demonstram que pode ter ocorrido a esterilização em massa de mulheres judias em campos de concentração, possivelmente devido à administração inadvertida de hormônios exógenos, o que resultou na perda da capacidade de menstruar em 98% das mulheres ao chegarem aos campos.
Também foram encontradas evidências semelhantes em campos na Hungria, onde 94,8% das mulheres prisioneiras perderam a capacidade de menstruar ao entrarem no campo.
Em 1935, foi promulgada uma lei que proibiu a miscigenação racial nos casamentos. A Lei de Proteção do Sangue criminalizava relações sexuais entre judeus e alemães não judeus; essa lei não determinava a esterilização, mas sim criminalizava a miscigenação racial.

## Violência sexual contra as mulheres
Não era incomum que mulheres judias na Europa enfrentassem altos níveis de violência sexual durante os esforços de guerra.
Essa violência sexual e a desumanização dos judeus ocorreram devido a diversas razões, como a cultura bélica e a misoginia.

### Histórias documentadas de mulheres em campos de concentração
Durante a Segunda Guerra Mundial, a violência sexual era comum em campos de concentração, tanto por parte dos guardas quanto dos próprios prisioneiros.
Não era incomum que as mulheres judias nos campos enfrentassem humilhação, agressão física, assalto sexual, estupro e coerção para trabalhar em bordéis nazistas.
Se as mulheres engravidassem durante sua permanência nos campos, elas eram ou assassinadas ou forçadas a abortar.
As roupas frequentemente eram retiradas das mulheres, que eram forçadas a passar o período nos campos nuas e em condições insalubres. Muitas vezes, as prisioneiras eram obrigadas a realizar trabalho físico para os nazistas sem vestimenta.
Essas condições adversas contribuíam para a desumanização das mulheres judias em campos de concentração.
Ava Dorfman é uma sobrevivente do Holocausto que relatou seu tempo no campo de Janowska, na Ucrânia. Ela descreveu o trauma que testemunhou:

Uma vez, durante a chamada de presença, havia jovens, e os mais velhos estavam sentados, e o ucraniano levou – o nome dela era Bosha – e a retirou; pensamos que talvez ele fosse salvá-la, mas, quando ela voltou, disse que ela fora estuprada, e depois ele veio e a atirou. Eu via todo o seu sangue, podia-se imaginar tudo vindo do seu cérebro. Ele a atirou bem aqui na cabeça. Como se pode ter uma vida normal ao pensar nisso.

### Funções corporais
Enquanto estavam nos campos de concentração, muitas mulheres não dispunham de condições higiênicas adequadas. Os nazistas controlavam suas funções corporais, retirando a autonomia de algumas mulheres.
Muitas não tinham privacidade e eram forçadas a urinar na frente dos guardas e dos demais prisioneiros.
Se estivessem trabalhando, frequentemente não lhes era concedida a oportunidade de urinar. A maioria das mulheres nos campos perdeu a capacidade de menstruar devido à desnutrição ou aos esforços de esterilização.
Quando menstruavam, em razão da escassez de produtos de higiene e vestimentas, o sangue escorria pelas pernas.

#### Bordéis
Algumas mulheres judias foram retiradas dos campos de concentração e levadas para bordéis nazistas, onde eram forçadas a trabalhar como "prostitutas de campo".
Devido às precárias condições de vida, algumas mulheres buscavam uma saída dos campos. Uma das formas de escapar dos campos era aceitar ingressar em bordéis, onde lhes eram oferecidos alimentação e melhores condições de descanso. Em alguns relatos de sobreviventes de Auschwitz, havia apenas duas alternativas para as mulheres: a câmara de gás ou o bordel.
Os bordéis eram, geralmente, estabelecidos para incentivar os prisioneiros mais privilegiados a trabalhar e para proporcionar aos oficiais e guardas a oportunidade de estuprar as mulheres.
Algumas mulheres relataram seus períodos nos bordéis, os quais frequentemente incluíam episódios de ameaças, espancamentos, humilhações e estupro.
A maioria das mulheres que trabalhava como escravas sexuais foi, eventualmente, assassinada.

## Violência sexual contra os homens
Homens em campos de concentração foram expostos a formas semelhantes de violência e humilhação que as mulheres, mas suas experiências são pouco pesquisadas e, por vezes, ocultadas devido às expectativas sociais, culturais e religiosas.
A masculinidade historicamente tem sido associada à força, agressividade e poder, e as normas de gênero atribuídas aos homens durante a guerra ocasionaram a omissão de suas experiências.
Alguns autores sugeriram que a omissão das histórias de vitimização sexual e estupro de homens e meninos judeus durante o Holocausto também decorre de como os estudiosos de gênero e genocídio tradicionalmente entenderam a relação entre masculinidade e desumanização, privilegiando a violência letal ou a eliminação por questões de gênero em detrimento da vitimização sexual.
Um relato específico de estupro e violência para penetração forçada demonstra que, embora a violência sexual sofrida por homens e meninos judeus durante o Holocausto apresente semelhanças com a das mulheres, suas experiências requerem novas teorização sobre como o corpo masculino é vitimizado sexualmente.
Tipos de violência ocorridos nos campos de concentração incluem, mas não se limitam a: castração de homens e meninos, exames não consensuais dos genitais, provocações sexuais, estupro, agressão, esterilização, entre outros.
Muitos dos cabelos dos homens judeus foram raspados à força, incluindo suas barbas e os cabelos laterais.
Às vezes, para aumentar a humilhação, os homens judeus eram forçados a raspar o cabelo uns dos outros.
Essas experiências constam frequentemente em diários e memórias de meninos e homens.

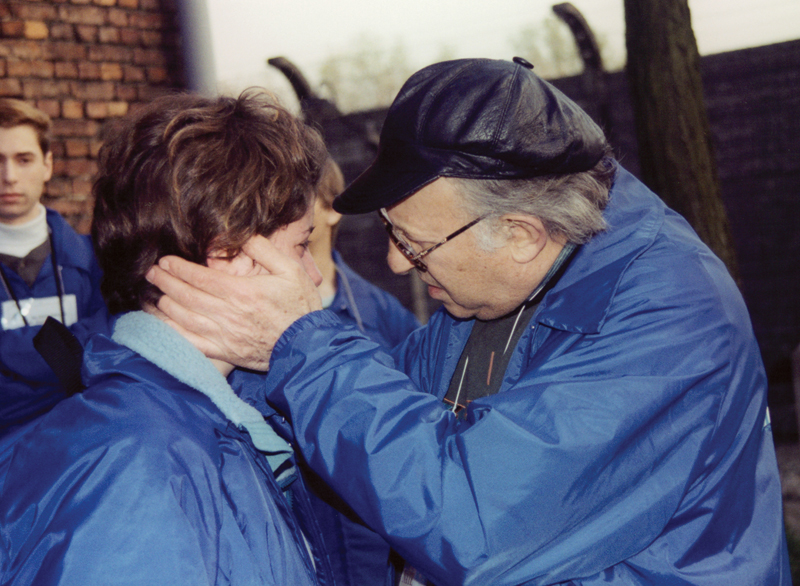
Nate Leipciger, um sobrevivente do Holocausto e também vítima de abuso sexual, confortando um jovem estudante durante a Marcha dos Vivos em Auschwitz em 2019. Fotografia do Museu do Patrimônio Judaico.

O estupro de homens e meninos judeus durante o Holocausto está documentado no Arquivo de História Visual (VHA) mantido na Fundação Shoah USC. Em 2017, a Fundação Shoah USC entrevistou Tommy J. Curry sobre sua pesquisa acerca do estupro e da vitimização sexual de homens e meninos judeus durante o Holocausto.
Essa entrevista incluiu uma discussão sobre como o VHA anteriormente rotulava toda violência sexual entre homens como "relações homossexuais".
Curry explicou que essa rotulagem equivocada das experiências sexuais dos homens judeus no arquivo criou confusão quanto a quais relações entre homens eram consensuais e quais eram coercitivas.
Esse rótulo também dificultou para os pesquisadores identificar a violência sexual sofrida pelos homens judeus, seja por estupro ou por violência forçada para penetração, bem como compreender o papel da racialização e da desumanização na vulnerabilidade de homens e meninos judeus à violência sexual.

## Histórias documentadas de homens em campos de concentração
A violência sexual contra homens durante o Holocausto era comum e ocorria com mais frequência do que o registrado, segundo o sobrevivente do Holocausto Sam Lubat, em uma entrevista oral realizada em 1998.
Lubat descreveu a violência sexual cometida por homens contra outros homens como "vergonhosa".
A literatura e o discurso sobre os sobreviventes dos campos reforçaram estereótipos homofóbicos e o estigma associado aos sobreviventes.
Uma memória publicada em 2015, escrita por Nate Leipciger, um sobrevivente do Holocausto na Polônia, descreveu suas experiências com um encarregado de sala chamado Janek. Suas experiências foram mantidas em segredo de seu pai, que também estava preso no mesmo campo que ele. Os encontros incluíam visitas noturnas, penetração forçada, troca sexual exploratória e outros episódios.
Sidney Klein, um sobrevivente do Holocausto da Eslováquia, relata sua experiência de agressão sexual no hospital do campo por alguém a quem se referia como "técnico de laboratório":

Ele me levou para o escritório, oferecendo-me todo tipo de coisas, e me estuprou, me estuprou e, em seguida, exigiu que eu o visitasse todas as semanas... Eu tentava me afastar dele, e em algumas ocasiões consegui, mas então ele me ameaçava, dizendo que, se eu não fosse, perderia meu emprego.